# Das Rätsel von Piskov
Das Rätsel von Piskov ist ein sozialkritischer Science-Fiction-Film aus dem Jahr 1969 nach einem Drehbuch des tschechoslowakischen Autors Zdeněk Bláha.

## Handlung
In der fiktiven tschechoslowakischen Kleinstadt Piskov bleibt eines Tages um 18.03 Uhr die Zeit stehen: Alle Uhren stehen, auch die Sonne am Himmel, das Leben der Menschen geht aber normal weiter. Irgendwann läuft die Zeit plötzlich und anscheinend grundlos weiter.
Zwei Fernsehreporter reisen nach Piskov, um die Hintergründe zu recherchieren. Sie erfahren, dass der Historiker Dr. Pavelka, der an einer archäologischen Ausgrabung nahe der Stadt arbeitet, während des Zeitstillstands mit einer nackten, in eine Decke gehüllten, bewusstlosen Frau gesehen wurde. Sie befragen nun Pavelkas Nachbarn, dann ihn selbst und den Arzt Dr. Sehnal, den Pavelka zur Untersuchung der Frau in seine Wohnung rief. Laut Pavelka spielte sich Folgendes ab:
Um 18.03 Uhr landete eine Frau aus der Zukunft, genauer gesagt aus dem „Jahr 523 nach Gagarin“ in Piskov. Dies war jedoch ein Unfall: Sie wollte eigentlich etwa 200 nach Gagarin landen, um den Menschen mit Hilfe eines Kristalls, der Wissen direkt ans Gehirn übermitteln kann, wissenschaftliche Erkenntnisse aus der Zukunft  zu bringen. Der Apparat, mit dem sie durch die Zeit reist, muss für ihre Rückreise aber mit neuer „Lebensenergie“ aufgeladen werden, die drei Lebensjahren eines Menschen entsprechen würde. Pavelka versucht vergeblich, Nachbarn und Bekannte zu einer Spende an Lebensenergie zu überreden. Schließlich spendet er allein die drei Jahre, auch wenn das für einen einzelnen Menschen gefährlich ist, damit die Frau in ihre Zeit zurückkehren kann.
Dr. Sehnal hält Pavelka für einen Fall für die Irrenanstalt, sein Nachbar Kynzel würde ihn am liebsten bei der Polizei melden: Er ist von Spionage oder staatsfeindlichen Aktivitäten überzeugt. Auch der Reporter glaubt Pavelka nicht, nur seine junge Co-Reporterin Helenka hält die Geschichte für möglich.
Das Fernsehteam reist ab, doch Helenka kehrt zurück, um auf eigene Faust Untersuchungen anzustellen. Sie interviewt Experten (einen Parapsychologen, einen Mediziner, einen Kybernetiker und zwei Philosophen) zu der Frage, wie glaubhaft Pavelkas Angaben sind, und konfrontiert ihren Reporterkollegen sowie Kynzel, Dr. Sehnal und Dr. Pavelka mit ihren Ergebnissen. Sie will eine Diskussion anregen, die im Fernsehen ausgestrahlt werden soll.
Der gesundheitlich angeschlagene Pavelka enthüllt, dass er durch den Kristall aus der Zukunft das Wissen über die kommenden 500 Jahre besitze: Krankheiten werde es nicht mehr geben und die Menschen werden in einer friedlichen Weltgemeinschaft zusammenleben, die keine zentrale Regierung mehr nötig hat. Wieder hält man ihn für verrückt oder politisch gefährlich. Nur Helenka kämpft dafür, die Zukunft nicht als festgelegt, sondern als unberechenbares Abenteuer zu betrachten und daher offen auf Pavelkas Aussagen zu reagieren – sie kann sich aber nicht durchsetzen.
Helenka verlässt mit Pavelka das Fernsehstudio und wird am übernächsten Tag als vermisst gemeldet. Pavelka liegt inzwischen geschwächt im Krankenhaus, und Helenkas Reporterkollege findet heraus, dass diese vergeblich versucht hat, Pavelka die Flucht aus dem Krankenhaus zu ermöglichen. Kurz darauf stirbt er. Helenka hinterlässt eine Abschiedsnachricht auf einem Tonband mit folgendem Inhalt: Die Zeitreisende wollte wiederkommen, um Pavelka in die Zukunft mitzunehmen. Da die Flucht aus dem Krankenhaus aber misslang, schickte er Helenka an seiner Stelle, sodass sie – die einzige, die auf die Zukunft wirklich neugierig war – nun dorthin reisen kann.

## Darstellungsstil
Der gesamte Film ist als fiktive Reportage gestaltet: Der Reporter moderiert eine Sendung, die in eingespielten Filmen entlang seiner Recherche-Ergebnisse rückblickend die Geschichte aufrollt. Ereignisse wie der Zeitstillstand, die Ankunft der Zeitreisenden oder der Transfer des Wissens per Kristall werden also gar nicht gezeigt, es wird nur über sie berichtet bzw. die Reaktionen der Bevölkerung thematisiert. Ob alles so stattgefunden hat oder ob Helenka auf andere Weise verschwunden ist, bleibt also letztlich offen.
Der Drehbuchautor nutzte den Film, um auf satirische Weise Kritik zu üben an der bornierten Denkweise seiner Mitmenschen, die sich nichts vorstellen können, was über den eigenen Erkenntnishorizont hinausgeht. Besonders markant dafür sind zwei Szenen mit Interviews, die Helenka mit zwei marxistischen Philosophen führte: Zur Frage der Relativität der Zeit zitieren beide aus demselben Werk von Lenin, kommen zu entgegengesetzten Schlüssen, halten sich aber beide für im Besitz der alleinigen Wahrheit.

## Produktion
Der Film wurde vom Südwestfunk produziert und am 8. Juli 1969 zum ersten Mal ausgestrahlt. 2013 erschien er bei Pidax auf DVD. Als Drehort für die Außenaufnahmen diente die tschechische Kleinstadt Mělník.

## Rezeption
In den Kritiken wird der indirekte, rückblickende Erzählstil als Schwäche des Films angemerkt, weil dadurch die eigentlich spannenden Teile der Handlung dem Zuschauer verborgen bleiben.

„DAS RÄTSEL VON PISKOV ist eine außerordentlich schnarchige Nummer auf jeder Ebene. [...] Irgendwie soll das wohl auch Satire sein, ein schelmisches Augenzwinkern über die osteuropäische Politbürokratie[...]. Aber das bleibt ohne Biss, ohne Konsequenz. [...] Die grundlegende Idee ist ziemlich gut, da hätte man was draus machen können. [...] Es hätte ein Lehrstück über die Borniertheit des Menschen sein können, über den zwanghaften Drang, auch das Schlechte unter dem Deckmantel der Tradition zu bewahren. Das wird vom RÄTSEL VON PISKOV jedoch nur angerissen, aber nirgendwo auserzählt.“